# 八德王
八德王（藏語：རྒྱལ་པོ་ལྡེ་བརྒྱད），又译八代王，是对吐蕃传说中在中列六王之后的八位赞普的统称。根据《贤者喜宴》的记载，这八位赞普分别是萨南森德（ཟ་ནམ་ཟིན་སྡེ།）、墀南雄赞德（འཕྲུལ་ནམ་གཞུང་བཙན་སྡེ།）、色诺南德（སེ་སྣོར་ནམ་ལྡེ།）、色诺波德（སེ་སྣོར་པོ་ལྡེ།）、德脑南（ལྡེ་ནོར་ནམ།）、德诺波（ལྡེ་ནོར་པོ།）、德加波（ལྡེ་རྒྱལ་པོ།）、德正赞（ལྡེ་སྤྲུན་བཙན།）。因这些赞普的名字中都有“德”（ལྡེ།）字，故名。
藏史中对八德王时期的记载少的可怜。《贤者喜宴》称八德王之陵墓都建于河流中央，其形状宛如白雪落于湖中。
敦煌藏文文献《赞普世系表》中记载的名字与传统藏史中的名字有较大差异，分别为萨南森底（ཟ་གནམ་ཟིན་ཏེ།）、德珠沃南雄赞（ལྡེ་པྲུ་གནམ་གཞུང་བརྩན།）、德果（ལྡེ་གོལ།）、南德诺南（གནམ་ལྡེ་རྣོལ་རྣམ།）、色诺波（བསེ་རྣོལ་པོ།）、德加波（ལྡེ་རྒྱལ་པོ།）、杰森赞（རྒྱལ་སྲིན་བརྩན།），总共只有七人。